# Sekirei-seki-ray-
Singles de Gackt
Oasis
(2000) Saikai–Story–
(2000)
Sekirei ~Seki-Ray~ (鶺鴒 〜seki-ray〜) est le cinquième single régulier de Gackt. Écrit et composé par Gackt, il sort le 8 mars 2000 au Japon sur le label Nippon Crown. Il atteint la 7e place du classement des ventes hebdomadaire de l'Oricon, et reste classé pendant six semaines. La chanson-titre figurera sur le troisième album de Gackt, Rebirth, qui sortira un an plus tard ; sa version instrumentale figure aussi sur le single, ainsi qu'une version symphonique.

## Liste des chansons
| 1. | Sekirei ~Seki-Ray~ (鶺鴒 〜seki-ray〜)                                   | 4:17 |
| 2. | Sekirei ~Seki-Ray~ (Instrumental String Arrange) (鶺鴒 〜seki-ray〜 ...) | 5:13 |
| 3. | Sekirei ~Seki-Ray~ (Instrumental) (鶺鴒 〜seki-ray〜 ...)                | 4:09 |